# Беретка
Беретка (од фр. béret) је мекан, округао, раван шешир, обично плетен од ручно обрађене вуне, филца, или хеклан од памука.
Масовна производња је почела у Француској и Шпанији у 19. веку, земљама које се везују за њих. Беретке се данас носе као део униформе многих војних и полицијских јединица широм света.

## Историја
Археологија и историја уметности указују на то да су се капе сличне модерним береткама носиле још од бронзаног доба, широм северне Европе и на крајњем југу Крита и Италије, где су их носили Минојци, Етрурци и Римљани. Такав стил капе је био популаран међу племством и уметницима широм Европе у модерном добу.
Баскијски стил беретке је био традиционални шешир Арагонских и Навара пастира Пиринеја, планинског венца који раздваја југ Француске од севера Шпаније. Комерцијална производња баскијских беретки је почела у 17. веку у подручју јужне Француске. Првобитно је то био локални занат, али се производња индустријализовала у 19. веку. Прва фабрика, Beatex-Laulhere тврди да је са производњом почела још 1810. године. До 1920-их беретке су биле повезане са радничком класом Француске и Шпаније, а до 1928. је постојало више од 20 француских фабрика и неколико шпанских и италијанских фабрика, које су све укупно производиле милионе беретки.
У западној моди, мушкарци и жене су носили беретку још од 1920-их. Носили су их прво као спортску моду, а касније као модни детаљ.
Војне беретке су први пут усвојене од стране француских јединица 1889. године. Након што их је видео у време Првог светског рата, британски генерал Хју Елес је предложио беретку за употребу од стране новоформираног краљевског Тенковског пука. Оне су одобрене од стране краља Џорџа V 1924. године. Црна РТР беретка је постала позната због фелдмаршала Монтгомерија у Другом светском рату.

## Ношење
Беретка се носи тесно припијена око главе, а може се "обликовати" на различите начине - у Северној и Јужној Америци се обично носи гурнута на једну страну. У Средњој и Јужној Америци, локални обичај обично прописује начине ношења беретке; нема универзалног правила, а обично је носе старија господа, мада је могу носити и млади мушкарци и младе жене.
Беретке које се носе као део војне униформе имају траку или знојник, направљену од коже, свиле или памучне траке, понекад имају канап који омогућава причвршћивање. Канап се носи везан, или се одсече, ушушка у капу, а понекад се остави да виси. Војна беретка је често украшена са значком од тканине или метала. 
Беретке обично нису постављене, али многе су делимично обложене свилом или сатеном. Традиционална беретка (коју носе неке специјалне јединице Француске и Белгије), се обично носи са знојником савијеним ка унутра, стога имају додатних пар центиметара вунене тканине која служи да се знојник може повити.
Нови стил беретки направљен од "полар флиса" су такође популарне.

## Обичаји и варијанте

### Баскија
Беретке су популаризоване широм Европе и другим деловима света као типична Баски ношња. Оне су веома популарне и честе у Баскији. Боје усвојене за народне ношње се разликују од региона до региона, Баски носе плаве, народи Навара и Арагона црвене, док је црна беретка постала уобичајена капа радника у Француској и Шпанији.
Беретка се даје и као трофеј у Баски областима, укључујући и Баски делу Тур де Франса.

### Француска
Црна беретка се некада сматрала националном капом Француске у англосаксонским земљама и део је стереотипне слике Француза. Не носи се колико се некада носила, али је остала јак знак локалног идентитета на југозападу Француске. Када Французи желе да се представе као "типични Французи" у Француској или у страној земљи, они често користе овај стереотип из англосаксонских земаља. Данас постоје три произвођача у Француској. Laulhère (који су купили најстаријег произвођача, Blancq-Olibet, у фебруару 2014. ) који је правио беретке од 1840. Boneteria Auloronesa је мали занатлијски француски произвођач беретка у Béarnaise граду Oloron Sainte Marie, и Le Béret Français још један занатлијски произвођач у Béarnaise селу Laàs. Беретка је и даље снажан симбол јединственог идентитета југозапада Француске, и носи се када се славе традиционалне манифестације.

### Шпанија
У Шпанији, у зависности од региона, беретка је обично позната као boina. Некада су биле уобичајни део мушке ношње у северним и централним деловима земље, у регионима Арагон, Навара, Баскија, Кантабрија, и Галиција, као и у околним подручјима.

### Шкотска
Постоји неколико шкотских варијанти беретки, попут Scottish bonnet или Bluebonnet (првобитно зване bonaid), чија трака и перје одређују клан и чин оног ко је носи. Ова капа се сматра симболом шкотског патриотизма. Други шкотске врсте укључују tam-o'-shanter и пругасту Kilmarnock cap.

## Употреба

### Као део униформе
Због практичности беретке, она је већ дуго део војних и других униформи. Међу неколико добро познатих историјских примера су шкотски војници, који су носили плаве беретке у 17. и 18. веку, Volontaires Cantabres, француски војници у Баскији од 1740-их до 1760-их, који су такође носили плаве беретке, и Касни побуњеници, са својим црвеним береткама, 1830. у Шпанији. У скорије време, 1950-их, припадници нове специјалне јединице америчке војске су почели да носе зелене беретке као покривала за главу, по угледу на британске Краљевске маринце, који су их званично усвојили 1961. године. Овакве јединице су постале познате као "зелене беретке", и након њих су и друге јединице усвојиле беретке као део својих униформи.

### Мода и култура
Беретка је део дугогодишњег стереотипа интелектуалца, филмског редитеља, уметника, "хипстера", и многих других. Рембрант и Рихард Вагнер, су често носили беретке. У Сједињеним Америчким Државама и Великој Британији, средином 20. века је настала експлозија беретки у женској моди. У другом делу 20. века, беретку су усвојили и Кинези. Беретке су носили и би-бап и џез музичари, као што су Дизи Гилеспи, Телонијус Манк, и многи други.

### Као симбол револуције
Јуначки герилац, једна од најпознатијих фотографија аргентинског револуционара Че Геваре га приказује како носи црну беретку са звездом од месинга.
1960-их неколико активистичких група су усвојиле црну беретку. Ово укључује Привремену Ирску револуционарну армију (ПИРА), ЕТА герилце (који су носили црне беретке преко капуљача на јавним наступима) Црне пантере, формиране 1966. године, у Сједињеним Америчким Државама и борце за црну моћ на Бермудама,  као и Чикано организацију, основану 1967. 

### Раста
Присталице растафари покрета често носе велике плетене црне беретке са црвеним, зеленим и златним круговима преко дредова. Стил се често погрешно назива kufi, јер је капица постала познат као kufune.